# ある日突然…
『ある日突然…』（あるひとつぜん）は、TBS系列「ドラマ30」枠にて1992年8月3日〜10月2日に放送された昼ドラマである。毎日放送（MBS）制作。全45話。

## あらすじ
直子は平凡な家庭の主婦だったが、離婚歴のある夫・義之の愛人問題や彼の連れ子の桃子との親子関係、さらに嫁姑間の軋轢などの問題を抱えていた。そんな折、ある雨の夜に直子は冴木という若い男性とタクシーに乗り合わせたが、その時に車内で大金を拾ってしまい、二人はその大金を山分けして秘密を共有することに。
秘密を隠すべく二人は出会いを重ねるが、そのうち直子は姑や桃子から「誰かと浮気しているのでは」と疑われ始め、冴木と逃避行する羽目になる。この逃避行の行方は…。

## 補足
- このドラマは、宮内が1978年に書いたANBポーラ名作劇場の『雨のしのび逢い』の脚本をリメイクしたものである。
- 主演の井村直子役に起用されたあき竹城は、本作の役作りのために10㎏以上の減量をして撮影に臨んだという。（日刊ゲンダイの記事より）

## キャスト
- 井村直子 - あき竹城
- 冴木彰至 - 冴木彰至
- 井村義之（直子の夫） - 木村元
- 井村桃子（直子の夫の連れ子） - 倉本佳子
- （直子の夫の愛人） - 根岸季衣
- 井村ちせ（直子の夫の母） - 荒木雅子
- （直子の夫の姉） - 中原早苗
- 刑事 -  川津祐介
- 雅薇
- （直子の妹） - みやなおこ
- （柚原の祖母の友人） - 新海なつ

## スタッフ
- 脚本 - 宮内婦貴子
- 演出 - 芝野昌之
- 制作 - 毎日放送

## 主題歌
- 「あなたに明日を」
作詞:大津あきら/作曲･編曲･唄:鈴木康博